# Rhopalomyia erigerontis
Rhopalomyia erigerontis är en tvåvingeart som beskrevs av Ephraim Porter Felt 1916. Rhopalomyia erigerontis ingår i släktet Rhopalomyia och familjen gallmyggor.
Artens utbredningsområde är Kalifornien. Inga underarter finns listade i Catalogue of Life.